# کنتا کاماکاری
کنتا کاماکاری (انگلیسی: Kenta Kamakari؛ زادهٔ ۱۷ فوریهٔ ۱۹۸۴) بازیگر، خواننده، و صداپیشه اهل ژاپن است.